# 浪岡具運
浪岡 具運（なみおか ともかず）は、日本の戦国時代の武将。陸奥国の名族浪岡氏の第9代当主。

## 生涯
祖父・具永や父・具統と同じく朝廷から高位の官位に叙任された。

## 没年について
北畠具信による川原御所の乱が永禄5年（1562年）に起き、この事件によって浪岡氏は大きく衰退したとされる。浪岡氏の没年に関する情報が安永4年（1775年）に作成された京徳寺過去帳の他に浪岡氏の没年に関する資料が見られないため、史料性には疑問を持たれつつもこの事件で殺害されたのは具運とされてきた。
一方で、北浜今淵村（青森県東津軽郡今別町）の八幡宮の棟札銘に、永禄3年に具運が同社を再興したとされている。さらに、2011年（平成23年）『補略』と総称される公家名簿の史料群が学会に相次いで紹介された。その補略には具運は元亀2年（1571年）時点に従五位下侍従となり、天正4年（1576年）までの存命が認識されており、再検討の必要性を赤坂恒明は指摘している。また、この乱により、殺害された「御所様」は『補略』に記載がない浪岡具統である可能性が高いとしている。

## 官位
- 天文21年（1552年） 2月28日：従五位下、式部少輔[4]
- 元亀2年（1571年） 日付不詳：見侍従[5]

## 系譜
- 父：浪岡具統（1509-?）
- 母：不詳
- 正室：平俊忠の娘
- 生母不明の子女
  - 男子：浪岡顕村（1555-1578/1604）